# Salmson
Salmson – francuskie przedsiębiorstwo branży motoryzacyjnej, zajmujące się produkcją silników do samolotów, a w późniejszym okresie także pojazdów osobowych.